# گوگ دره
گوگ دره یک روستا در ایران است که در دهستان سنگر (فاروج) واقع شده‌است. گوگ دره ۱۲۵ نفر جمعیت دارد.
روستای گوگ دره از توابع شهرستان مراوه تپه و همچنین آخرین روستای استان سرسبز گلستان محسوب می گردد که به استان خراسان شمالی متصل می گردد.
این روستا از مرز کشور دوست و همسایه ترکمنستان 13 کیلومتر فاصله دارد و از جمله جاذبه های گردشگری روستا می توان به موارد ذیل اشاره کرد:
1- کوه بولک قایه: این کوه در شمال روستا واقع شده است که با ارتفاع 20000متر یکی از کوه های بلند کوهستان های این روستا محسوب می گردد که همه ساله مسافران و خانواده های زیادی آن دیدن می کنند.
2- جنگل راسه: جنگل راسه در شرق روستا واقع شده است که می گویند پایان جنگل گلستان به جنگل راسه ختم می شود در این جنگل حیوانات زیادی زندگی می کنند که از جمله آنها می توان گرگ، روباه، خرس،پلنگ، خروس جنگلی، کبک، خوک را نام برد
3- مرزخاکی وجاده ی بین ایران و ترکمنستان: این روستا با مرزمشترک ترکمنستان 13 کیلومتر فاصله دارد و از سمت شمال روستا با کشور ترکمنستان همرز می باشد و جاده ای مرزی جهت عبور و مرور نیروهای انتظامی و حفاظتی وجود دارد که از آنجا می توان روستاهای ترکمنستان را دید.
4- آرامگاه زیارتی قریب اولیا: این آرامگاه زیارتی در قسمت شمال غربی روستا واقع شده است که محل زیارت مسافران و خانواده ها می باشد.
5- درختان پسته وحشی: از دیگر جاذبه های گردشگری این روستا می توان درختان پسته و دره انارستان را نام برد که این درختان مسافران نوروزی را برای دیدن به سمت خود جذب می کنند.